# Piotruś i Reks
Piotruś i Reks (ros. Мы с Джеком) – radziecki krótkometrażowy film animowany z 1973 roku w reżyserii Władimira Samsonowa. Scenariusz napisał Witalij Złotnikow. O chłopcu i jego wiernym psie.

## Obsada (głosy)
- Wasilij Liwanow jako pies Reks (pies  Jack, ros. пёс Джек)
- Ludmiła Gniłowa jako chłopiec Piotruś (chłopiec Sierioża, ros. мальчик Серёжа)
- Olga Gromowa jako dziewczynka
- Boris Nowikow jako milicjant

## Animatorzy
Natalija Wogomołowa, Elwira Masłowa, Leonid Nosyriew, Giennadij Sokolski, Rienata Mirienkowa, Galina Barinowa, Aleksandr Dawydow